# كانا (بولندا)
كانا (بالإنجليزية: Kanna, Poland)‏ هي قرية تقع في بولندا في Gmina Bolesław, Dąbrowa County.